# Тропоя
Тропоя (алб. Tropojë) — місто у північній Албанії поблизу державного кордону з Косовом, у префектурі Кукес, центр однойменного округу.
Стара Тропоя (Tropoje e Vjeter) розташована на висоті 240 м над рівнем моря, біля підніжжя гори Шкельзені (Shkelzeni, ~2807 м).
Місто є центром клану Беріша, який спеціалізується на торгівлі на шляху з Косова до Шкодера. Під час косовського конфлікту поблизу міста розташовувався великий табір бойовиків Армії визволення Косова під керівництвом Рамуша Харадіная.

## Уродженці
- Салі Беріша — президент Албанії